# Metaline (Washington)
Metaline je gradić u američkoj saveznoj državi Washington. Prema popisu stanovništva iz 2010. u njemu je živjelo 173 stanovnika.